# HoneyBlue
『HoneyBlue』（ハニーブルー）は花見沢Q太郎の漫画作品である。『週刊ヤングキング』（少年画報社）に連載。単行本全1巻（1998年8月付け、少年画報社）。

## 作品概要
幼馴染の女子高生と男子中学生の、ぎこちない恋愛を扱った物語で、作者にしては珍しく作品が重い雰囲気をかもし出しており、笑いも少ない。
『ヤングキング』誌上に連続して掲載された『ちまちまはいすくーる』、『痛快すずらん通り』、『HoneyBlue』の初期中編3部作の最後の作品である。

## あらすじ
久保田朝（くぼたあさ）と二階堂陽太（にかいどうようた）は隣同士に住んでいる幼馴染だが、5年ぶりに顔をあわせたのは、朝の入浴中の窓越しだった。朝はこれを「貸し」と決め付け、陽太を奴隷かおもちゃのように扱いはじめる。それもお互いの性器をいじりあったり、セックスを強要したり、いささかかわったいじめ方であったが、朝は剣道部なので脅したり、殴ったりは得意である。したい放題にしている朝だが、イライラは募るばかり。要するに朝は陽太のことが好きなのだが、いじめることでしかそれを表現できないのである。毎晩のように部屋で密会をくりかえす二人に対し、朝の弟は強烈なシスコンであるので、二人の関係に猛烈嫉妬し、なんとか邪魔をしようとするがうまくいかない。その上、朝は同じ剣道部の悪友真琴（まこと）に押し切られ、目の前で陽太をおもちゃにされてしまう。「どうして素直に真琴にされちゃうのっ」と朝は叫ぶ。さらに真琴の妹美琴（みこと）と陽太が仲良くしている姿を見て朝は倒れて入院してしまう。そんな時、陽太一家の渡米の話が起こる。陽太が日本を離れる日までそれを知らなかった朝だが、姉の幸福を願う弟に空港まで無理やり連れて行かされる。手違いで飛行機に乗り遅れた陽太と朝は初めてお互いの愛を感じ合ったセックスをする。陽太は翌日アメリカへ発つ（帰国が何年後の予定かは明記されていない）。半年後、一時帰国した陽太に朝は「おかえり」と抱きつく。もう彼女はイライラしてはいない。

## 主要登場人物
久保田朝（くぼたあさ）
女子高校生。2年生。ストレートのロングヘア。前髪は上げてヘアーバンドで固定している。2・3本の後れ毛がチャームポイント。いつもイライラしている。
剣道部所属。主将の怪我の間の臨時キャプテンを任されている。竹刀は常時持ち歩いており、これで陽太を脅したり、殴ったりする。錯乱すると部屋の中でベッドを滅多打ちすることもある。
入浴中の姿を幼馴染でお隣の二階堂陽太に見られてから、焼けぼっくいに火がついて、その日から毎日のように陽太をおもちゃあるいは奴隷扱いし、性的な遊びに興ずるようになる。あくまで陽太はおもちゃであって恋人ではないと言いながら、何度もセックスを重ねる。実は、朝は陽太のことが好きなのだが、自分でもそれが理解できず、虐待するという行為でしか愛情表現が出来ない。実際「いじめるぞー」と悪魔のような笑みを浮かべる時の朝は最高に幸せそうである。しかし、自分だけの物だと思っていた陽太が他の女の子といちゃついているのを目撃すると愕然となり、体に変調をきたし入院してしまう。最後は、陽太の渡米のショックで強がっていた自分に気が付き、陽太と対等の恋人になれる。
2年前に友人（女）と性的な遊びをしていた時、バイブレーターに処女を捧げてしまった。これも心の傷となっている可能性がある。つまり、男性との性行為は陽太が初めての人となるわけである。
陽太の部屋（2階）には窓から出入りしている。陽太にはひどい仕打ちをするが、基本的に外面は良い。実家はお金持ちで、大邸宅に住んでいる。父母健在。カラオケで熱唱する（第4話最終頁）のは『冒険どきの私達伝説』をテーマにした架空のものである。
二階堂陽太（にかいどうようた）
市立中央中学3年生男子。高校受験の志望校はF高（難関らしいので成績は良いようである）。眼鏡をしている。幼い頃から隣家の2歳上の朝と遊んではいじめられていた。朝の入浴姿を偶然見てしまったのが身の不運。さっそく朝から呼び出しがかかり、その日から性の奴隷あるいはおもちゃとしての日々が始まる。陽太はなぜ朝がそういう行為を繰り返し、しかも不機嫌であることが理解できず、結局自分はおもちゃなんだと言い聞かせる。二人の関係の主導権は完全に朝に握られているが、時々男らしい所を見せると朝は動揺する。女性には結構もてる。朝の友人の真琴、その妹の美琴などは陽太を断然気に入っている。
実家は母子家庭で貧しく、小さな借家に住んでいる。自分で炊事も出来る。働く母の替わりに家事をこなし、母の緊急入院にはすべての世話をしたり、実生活ではかなりしっかりしており、甘やかされてわがまま勝手に育った朝とは大分違う。
久保田正午（くぼたしょうご）
朝の弟。陽太と同じ中学校で同学年。重度のシスコンで、姉への思いを「愛の日記」と題した日記帳に書き留めている。陽太と姉が毎日のように部屋でいちゃついている（ように見える）のが気に入らず、なんとか二人の仲を裂こうとする。姉の友人高崎真琴を陽太とくっつけようと画策したが、逆に自分が真琴と朝帰りをするはめになる。姉が真剣に陽太に恋し、体まで悪くしていく様を見かねて、最後は逆に二人の間を取り持つようになる。真に姉の幸福を願う純真な少年。
高崎真琴（たかさきまこと）
朝の悪友の少女。毛先を切りそろえたショートカット。同じ高校、同じ剣道部所属。2年前（中学3年）の夏、バイブレーターで朝の処女を奪った。朝がうっかり陽太のことについて口を滑らしてしまうと、さっそく乗り込んできて朝と二人がかりで陽太をおもちゃにし、セックスする。この一件で、陽太は朝が友達に自分を売ったと思い込み、自分はおもちゃだという思いを強くする。さらに、計略にかけようと接近して来た正午ともセックスしてしまうし、片っ端から年下の少年を食う女傑と言える。冷静な分、状況を客観的に見られるが、逆に言うと無責任に振舞っている。朝の古くからの一番の友人のようだが、文字通り悪友で、朝の悩みを解決するのにあまり役に立っておらず、むしろ引っ掻き回して面白がっている。
高崎美琴（たかさきみこと）
真琴の妹。姉に似ずおっちょこちょいで、ドジばかりしている。自転車にぶつかりそうになったり、階段から落ちて陽太に飛び膝蹴りを食らわせたりしている。陽太になついてしまい、それを目撃した朝は大変なショックを受ける。

## 単行本
- HoneyBlue 1998年06月発行 ISBN 4-7859-1850-0